# یسبر نوئسبو
یسبر نوئسبو (دانمارکی: Jesper Nøddesbo؛ زادهٔ ۲۳ اکتبر ۱۹۸۰) بازیکن هندبال اهل دانمارک است.
از باشگاه‌هایی که در آن بازی کرده‌است می‌توان به باشگاه هندبال بارسلونا اشاره کرد.